# Wirtschafts- und Sozialkommission für Asien und den Pazifik
Die Wirtschafts- und Sozialkommission für Asien und den Pazifik der Vereinten Nationen (englisch United Nations Economic and Social Commission for Asia and the Pacific, ESCAP oder UNESCAP) ist eine Kommission der Vereinten Nationen für Ostasien und den Pazifik mit Sitz in Bangkok. Die Gründung erfolgte 1947.
Die Aufgaben umfassen unter anderem das Vorantreiben von wirtschaftlicher und sozialer Entwicklungshilfe in den 62 Mitgliedsstaaten, von denen 9 nicht Mitglied der Vereinten Nationen sind.
| Mitgliedsländer der ESCAP          | Mitgliedsländer der ESCAP |
| Staat                              | Beitritt                  |
| ---------------------------------- | ------------------------- |
| Afghanistan                        | 24. April 1953            |
| Armenien                           | 26. Juli 1994             |
| Australien                         | 28. März 1947             |
| Aserbaidschan                      | 31. Juli 1992             |
| Bangladesch                        | 17. April 1973            |
| Bhutan                             | 6. Januar 1972            |
| Brunei                             | 26. Juli 1985             |
| Kambodscha                         | 20. August 1954           |
| Volksrepublik China                | 28. März 1947             |
| Fidschi                            | 3. August 1979            |
| Frankreich                         | 28. März 1947             |
| Georgien                           | 25. Juli 2000             |
| Indien                             | 28. März 1947             |
| Indonesien                         | 28. September 1950        |
| Iran                               | 10. Juli 1958             |
| Japan                              | 24. Juni 1954             |
| Kasachstan                         | 31. Juli 1992             |
| Kiribati                           | 26. Juli 1991             |
| Kirgisistan                        | 31. Juli 1992             |
| Laos                               | 16. Februar 1955          |
| Malaysia                           | 17. September 1957        |
| Malediven                          | 5. August 1976            |
| Marshallinseln                     | 31. Juli 1992             |
| Föderierte Staaten von Mikronesien | 31. Juli 1992             |
| Mongolei                           | 21. Dezember 1961         |
| Myanmar                            | 19. April 1948            |
| Nauru                              | 20. Juli 1971             |
| Nepal                              | 6. Juni 1955              |
| Niederlande                        | 28. März 1947             |
| Neuseeland                         | 8. März 1948              |
| Nordkorea                          | 31. Juli 1992             |
| Pakistan                           | 30. September 1947        |
| Palau                              | 18. Juli 1996             |
| Papua-Neuguinea                    | 27. August 1976           |
| Philippinen                        | 28. März 1947             |
| Südkorea                           | 20. Oktober 1954          |
| Russland                           | 28. März 1947             |
| Samoa                              | 5. Juli 1963              |
| Singapur                           | 21. September 1965        |
| Salomonen                          | 3. August 1979            |
| Sri Lanka                          | 10. Dezember 1954         |
| Tadschikistan                      | 31. Juli 1992             |
| Thailand                           | 28. März 1947             |
| Osttimor                           | 18. Juli 2003             |
| Tonga                              | 20. Juli 1971             |
| Türkei                             | 18. Juli 1996             |
| Turkmenistan                       | 31. Juli 1992             |
| Tuvalu                             | 26. Juli 1985             |
| Vereinigtes Königreich             | 28. März 1947             |
| Vereinigte Staaten                 | 28. März 1947             |
| Usbekistan                         | 31. Juli 1992             |
| Vanuatu                            | 27. Juli 1984             |
| Vietnam                            | 23. August 1954           |

## Assoziierte Mitglieder
Neben den Vollmitgliedern haben folgende Territorien den Status einer assoziierten Mitgliedschaft, da sie keine Mitglieder der Vereinten Nationen sind:
- Amerikanisch-Samoa (28. Juli 1988)
- Cookinseln (11. Juli 1972)
- Französisch-Polynesien (31. Juli 1992)
- Guam (24. Juli 1981)
- Hongkong, Volksrepublik China (25. November 1947)
- Macau, Volksrepublik China (26. Juli 1991)
- Neukaledonien (31. Juli 1992)
- Niue (3. August 1979)
- Nördliche Marianen (22. Juli 1986)